# Echinocereus rayonesensis
Echinocereus rayonesensis ist eine Pflanzenart in der Gattung Echinocereus aus der Familie der Kakteengewächse (Cactaceae). Das Artepitheton rayonesensis verweist auf das Vorkommen der Art im mexikanischen Tal von Rayones.

## Beschreibung
Echinocereus rayonesensis wächst vieltriebig und verzweigt auf Bodenhöhe. Die aufrechten, zylindrischen Triebe sind 12 bis 28 Zentimeter lang und weisen Durchmesser von 2,5 bis 4,5 Zentimeter auf. Sie sind durch die dichte Bedornung verdeckt. Es sind zehn bis 15 Rippen vorhanden, die gehöckert sind. Die auf ihnen befindlichen haarartigen oder schlanken Dornen sind glasig weiß bis gelblich. Die fünf bis neun abwärts gerichteten Mitteldornen weisen eine Länge von 3 bis 5 Zentimeter auf. Die 15 bis 25 Randdornen, gelegentlich sind es mehr, sind 0,7 bis 1,5 Zentimeter lang.
Die breit trichterförmigen Blüten sind etwas purpurmagentafarben und besitzen einen weißen Schlund. Sie erscheinen an den Seiten der Triebe, sind 2,5 bis 6 Zentimeter lang und erreichen  Durchmesser von 2,8 bis 6 Zentimeter. Die verlängerten Früchte sind olivgrün bis braun.

## Verbreitung, Systematik und Gefährdung
Echinocereus rayonesensis ist im mexikanischen Bundesstaat Nuevo León im Tal von Rayones verbreitet.
Die Erstbeschreibung durch Nigel Paul Taylor wurde 1988 veröffentlicht. Ein nomenklatorisches Synonym ist Echinocereus parkeri subsp. rayonesensis (N.P.Taylor) D.Felix & W.Blum (2011).
In der Roten Liste gefährdeter Arten der IUCN wird die Art als „Least Concern (LC)“, d. h. als nicht gefährdet geführt.

## Nachweise